# Літні Паралімпійські ігри 1960
Літні Паралімпійські ігри 1960 (італ. I Giochi Paralimpici estivi) — Перші Паралімпійські ігри. Проходили в Римі, Італія, з 18 по 25 вересня. На змагання приїхало 400 спортсменів, які змагалися у 8 видах спорту та розіграли 57 комплектів нагород. Участь брали тільки люди з ушкодженнями спинного мозку.
Термін «Паралімпійські ігри», був затверджений лише в кінці 1984 року Міжнародним олімпійським комітетом (МОК), а змагання 1960 року були визнані першими паралімпійськими іграми. У момент проведення 1960 року вони офіційно називалися IX Стоук-Мандевільськими іграми (від назви міста Сток-Мандевілл у Великій Британії). У 1960 році вони були визнані міжнародними змаганнями.

## Підготовка
У 1956 році МОК нагородив Міжнародну Сток-Мандевильською федерацію спеціальним кубком — за втілення в життя олімпійських ідеалів гуманізму.
У 1958 році Людвіг Гуттманн (нім. Ludwig Guttmann) та професор Антоніо Мальйо (італ. Antonio Maglio), директор спеціалізованого центру хребта італійського інституту INAIL, почали підготовку до етапу International Stoke Mandeville Games в Римі. Ігри пройшли незабаром після проведення Олімпійських ігор у тому ж місті.

## Підсумковий медальний залік
| Загальна кількість медалей |                 |        |        |        |        |
| №                          | Країна          | Золото | срібло | Бронза | Всього |
| 1                          | Італія          | 29     | 28     | 30     | 80     |
| 2                          | Велика Британія | 20     | 15     | 20     | 55     |
| 3                          | ФРН             | 15     | 6      | 9      | 30     |
| 4                          | Австрія         | 11     | 8      | 11     | 30     |
| 5                          | США             | 11     | 7      | 7      | 25     |
| 6                          | Норвегія        | 9      | 3      | 4      | 16     |
| 7                          | Австралія       | 3      | 6      | 1      | 10     |
| 8                          | Нідерланди      | 3      | 6      | 0      | 9      |
| 9                          | Франція         | 3      | 3      | 1      | 7      |
| 10                         | Аргентина       | 2      | 3      | 1      | 6      |
| 11                         | Родезія         | 2      | 1      | 2      | 5      |
| 12                         | Ірландія        | 2      | 0      | 0      | 2      |
| 13                         | Швейцарія       | 1      | 3      | 0      | 4      |
| 14                         | Бельгія         | 1      | 1      | 1      | 3      |
| 15                         | Фінляндія       | 1      | 0      | 0      | 1      |
| 16                         | Ізраїль         | 0      | 2      | 2      | 4      |
| 17                         | Мальта          | 0      | 2      | 2      | 4      |

## Види спорту
- Стрільба з лука
- Легка атлетика
- Дартс
- Снукер
- Плавання
- Настільний теніс
- Баскетбол серед спортсменів-колясочників
- Фехтування серед спортсменів-колясочників

## Факти
- У змаганнях зі стрільби з лука брали участь 16 паралізованих чоловіків та жінок — колишніх військовослужбовців.